# Eila Campbell
Eila Muriel Joice Campbell (15 de diciembre de 1915-  Londres, 12 de julio de 1994) fue una geógrafa, cartógrafa y catedrática inglesa, más conocida por su trabajo en el libro Domesday Geography of England y en la revista internacional Imago Mundi.

## Biografía
Eila Campbell fue educada en la Bournemouth School for Girls y el Brighton Diocesan Training College. Después de graduarse en el Birkbeck College de la Universidad de Londres en 1941, trabajó como profesora en Southall, al oeste de Londres, mientras que también trabajaba como asistente a tiempo parcial en el Birkbeck College. Se graduó de maestría con honores en Birkbeck en 1946.
Comenzó a trabajar en Birkbeck College como asistente de cátedra en 1945 y continuó trabajando allí a lo largo de su carrera académica. Fue nombrada profesora numeraria en 1948, profesora adjunta en 1963 y profesora titular y jefa del departamento de Geografía en 1970. Se retiró de Birkbeck en 1981.
Campbell fue elegida por Henry Clifford Darby para editar conjuntamente su libro, Domesday Geography of England, al que también contribuyó. También fue editora de la revista internacional Imago Mundi durante 20 años.
Fue miembro durante mucho tiempo de los consejos de la Society for Nautical Research y la Sociedad Hackluyt y fue secretaria honoraria de la Sociedad Hackluyt durante aproximadamente 20 años. También fue miembro de la Royal Geographical Society, formó parte del consejo de la sociedad de 1971 a 1975 y fue miembro del comité de bibliotecas y mapas durante más de 20 años. Además presidió el subcomité de Cartografía de la sociedad. La Royal Society le otorgó el Premio Murchison en 1979 y fue galardonada con el Premio RV Tooley de la International Map Collectors 'Society en 1989.
Hoonaard señala que la materia central de las investigaciones de Campbell estaba pasando de moda en sus últimos años y que después de su muerte el 12 de julio de 1994, los cursos sobre la Historia de la Cartografía desaparecieron del plan de estudios de la Universidad de Londres y se sustituyeron por cursos que se centraron en técnicas cuantitativas. El Birkbeck College creó una serie de conferencias de Geografía en 1995, que fue nombrada en su honor.